# Pascual de Andagoya
‎
Pascual de Andagoya, španski konkvistador, * 1495, Andagoya, † 1548, Cuzco.
1. 1 2  Record #118649051 // Gemeinsame Normdatei — 2012—2016.
2. 1 2  SNAC — 2010.